# Arbigny
Arbigny ist eine französische Gemeinde mit 459 Einwohnern (Stand: 1. Januar 2022) im Département Ain in der Region Auvergne-Rhône-Alpes. Sie gehört zum Kanton Replonges im Arrondissement Bourg-en-Bresse. Die Einwohner werden Arbignerons genannt.

## Geografie
Arbigny liegt elf Kilometer südlich von Tournus und etwa 35 Kilometer nordwestlich von Bourg-en-Bresse in der Bresse an der Saône. Umgeben wird Arbigny von den Nachbargemeinden Sermoyer im Norden, Vescours im Osten, Chavannes-sur-Reyssouze im Südosten, Saint-Bénigne im Süden, Uchizy im Westen und Nordwesten sowie Farges-lès-Mâcon im Nordwesten.

## Bevölkerungsentwicklung
| Jahr                       | 1962 | 1968 | 1975 | 1982 | 1990 | 1999 | 2010 | 2020 |
| Einwohner                  | 407  | 353  | 334  | 311  | 314  | 332  | 399  | 458  |
| Quellen: Cassini und INSEE |      |      |      |      |      |      |      |      |

## Sehenswürdigkeiten

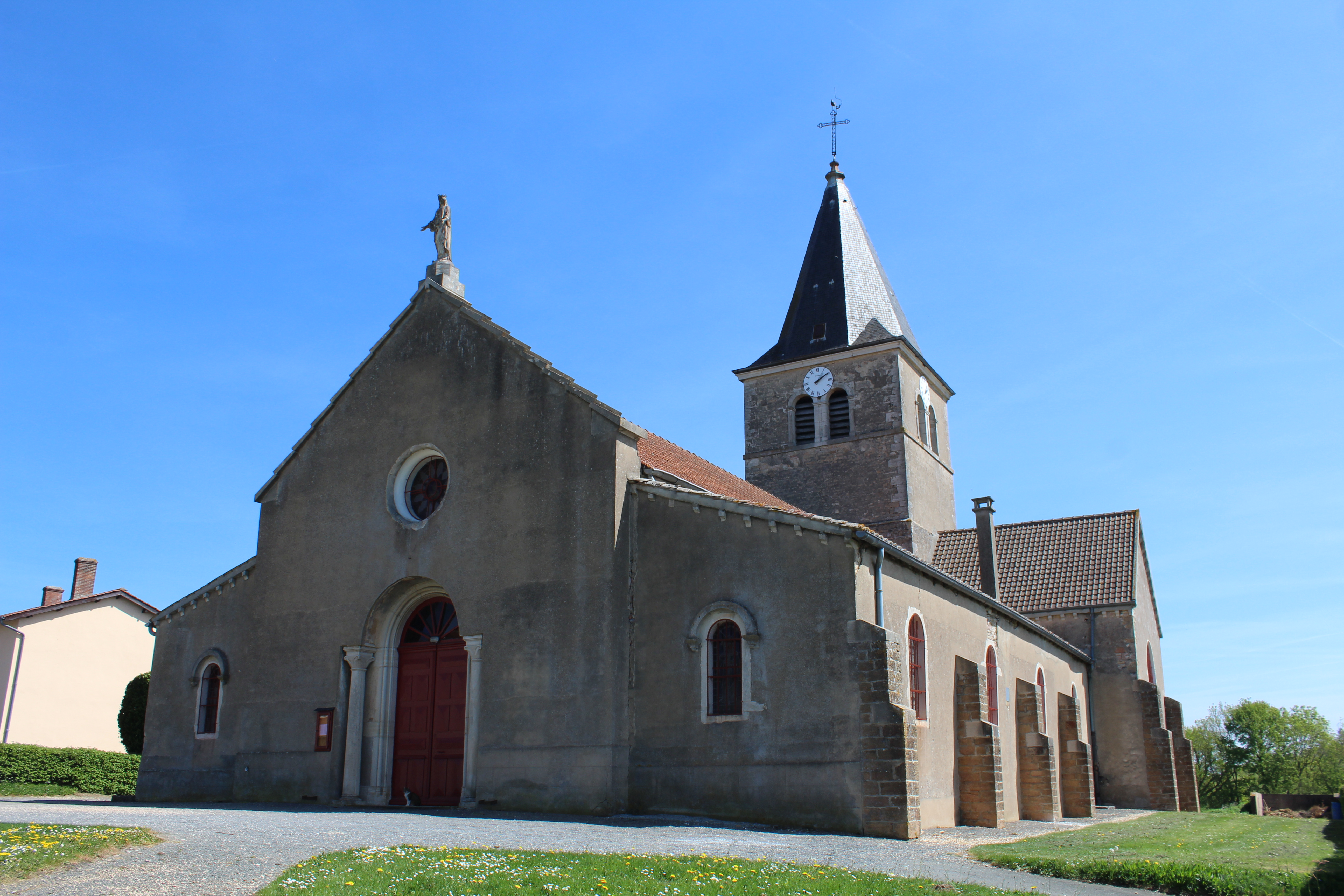
Kirche Saint-Pierre
- Reste der früheren Burganlage
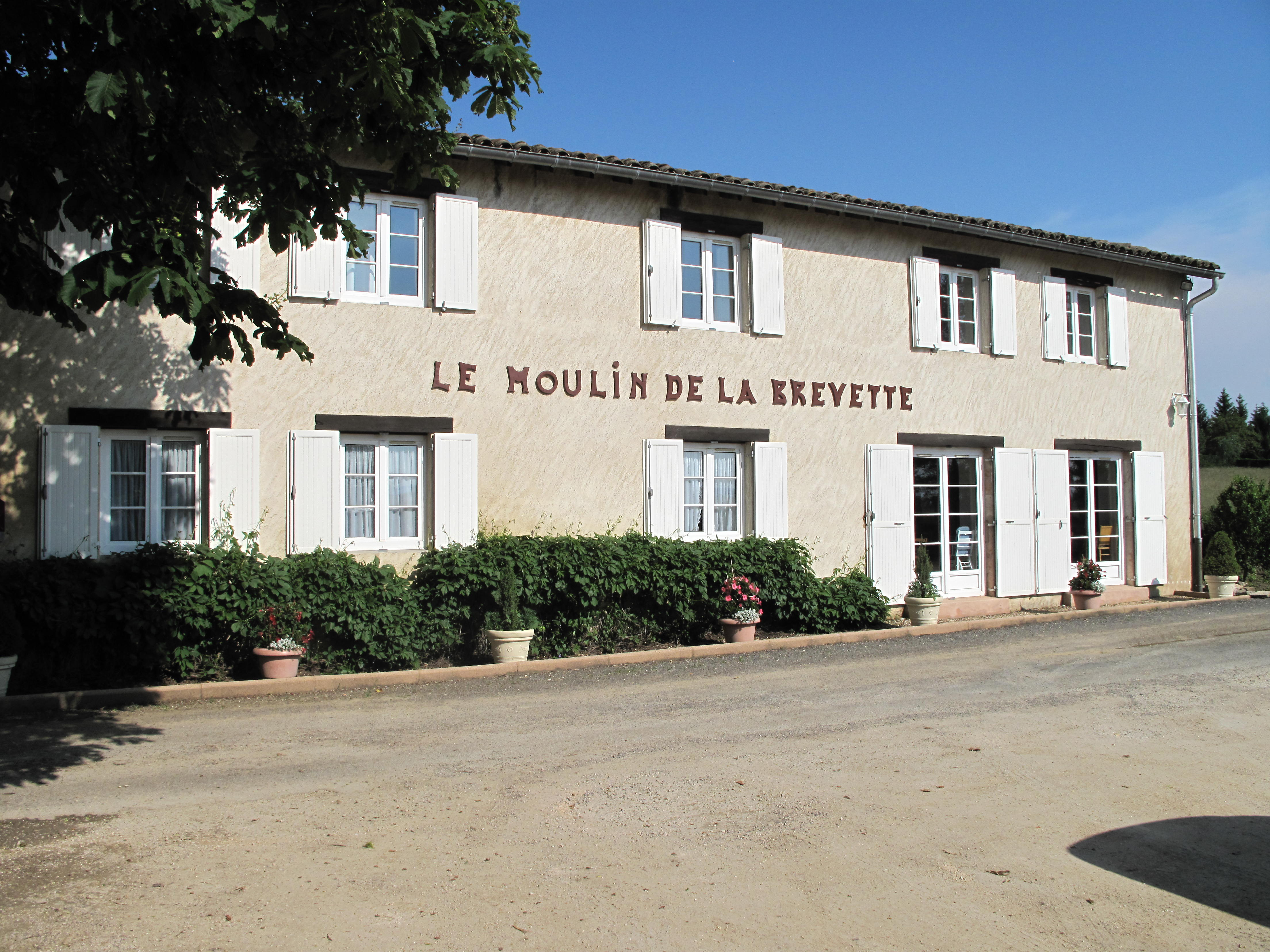
Mühle La Brevette
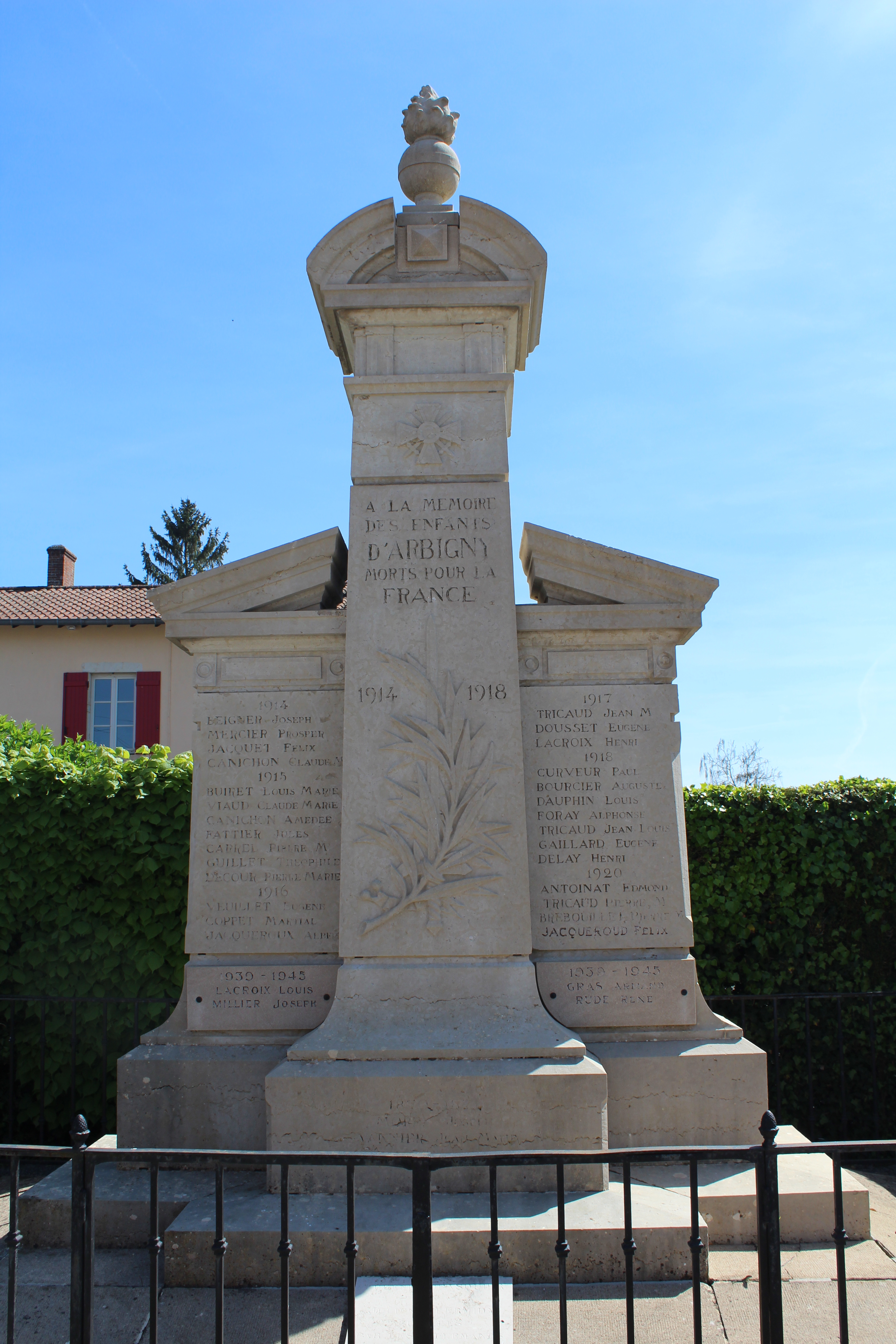
Gefallenendenkmal

- Kirche Saint-Pierre
- Mühle La Brevette
- Gefallenendenkmal